# Czernihiwśka
Czernihiwśka (ukr. Чернiгiвська) – jedna ze stacji kijowskiego metra na linii Swjatoszynśko-Browarśkiej. Została otwarta 4 listopada 1968 roku.
Nazwa stacji nawiązuje do miasta Czernihów, ponieważ Aleja Browarśka, jako droga magistralna E101 kieruje się do tego miasta. Początkowo jednak stacja nazywała się Komsomolśka (ukr: Комсомольська, rus: Комсомольская, Komsomolskaja) na cześć komunistycznej organizacji młodzieży Komsomoł, która odegrała ważną rolę w społeczeństwie radzieckim. Po odzyskaniu niepodległości Ukrainy w 1991 roku, stacja została zmieniona ze względu na starą nazwę, ponieważ organizacja ta została rozwiązana.